# Конвой №5142
Конвой № 5142 — японський конвой часів Другої світової війни, проведення якого відбувалось у грудні 1943-го.
Вихідним пунктом конвою був атол Трук у центральній частині Каролінських островів, де ще до війни створили головну базу японського ВМФ у Океанії, звідки до лютого 1944-го провадились операції у цілому ряді архіпелагів. Пунктом призначення став атол Кваджелейн, на якому знаходилась головна японська база на Маршаллових островах.
До складу конвою увійшли транспорти «Шоєй-Мару» (Shoei Maru) та «Кеншо-Мару», тоді як охорону забезпечував мисливець за підводними човнами CH-29.
14 грудня 1943-го загін полишив Трук та попрямував на схід. Хоча поблизу вихідного та кінцевого пунктів маршруту традиційно діяли американські підводні човни, проходження конвою № 5142 пройшло без інцидентів і 19 грудня він прибув на Кваджелейн.
Втім, вже через кілька годин після прибуття «Шоєй-Мару» було уражене під час нальоту авіації і 20 грудня 1943-го затонуло. Того ж 20 грудня унаслідок чергового нальоту «Кеншо-Мару» зазнало важких пошкоджень та втратило здатність пересуватись. У січні — лютому 1944-го «Кеншо-Маро» змогли привести на буксирі на Трук, при цьому загін рушив з Кваджелейну лише за добу до початку операції союзників по оволодінню цим атолом. Втім, за два тижні після прибуття на Трук «Кеншо-Мару» все-таки загинуло при розгромі цієї бази унаслідок потужного рейду американського авіаносного з'єднання.